# Robert Kennicott
Robert Kennicott est un naturaliste américain, né le 13 novembre 1835 à La Nouvelle-Orléans et mort le 13 mai 1866 à Nulato en Alaska.

## Biographie
Il est le fils du docteur John Albet Kennicott et de Mary née Ransom. Il grandit à Chicago. À partir de 1853, il travaille avec Spencer Fullerton Baird (1823-1887) au National Museum of Natural History où il devient l’un des membres les plus actifs du Megatherium Club. Il étudie, en 1855, le sud de l’Illinois. Il participe, en 1856, à la création de l’Académie des sciences de Chicago dont il deviendra le conservateur vers 1863 puis, plus tard, le président. Il organise en 1857, le muséum d’histoire naturelle de la North-western University. De 1858 à 1859, Kennicott s’occupe du référencement et du catalogage des spécimens reçus de Californie par le National Museum of Natural History.
En avril 1859, il part récolter des spécimens dans les forêts boréales du Canada et de la toundra arctique. Il revient à Washington à la fin de 1862 avec une immense collection.
En 1865, une expédition est organisée par la Western Union Telegraph pour déterminer une route possible pour l’installation d’une ligne télégraphique entre l’Amérique du Nord et la Russie via la mer de Béring. Kennicott dirige l’expédition ; parmi les autres naturalistes qui l’assistent, il faut citer William Healey Dall (1845-1927).
L’expédition arrive à San Francisco en avril 1865 mais la discorde règne parmi les dirigeants de l’expédition. Elle se rend au nord de Vancouver où Kennicott tombe malade. Après s’être rétabli, il se rend vers le nord. Il meurt d’une crise cardiaque en traversant le fleuve Yukon.